# Sportjahr 1965
Liste der Sportjahre

◄◄ | ◄ | 1961 | 1962 | 1963 | 1964 | Sportjahr 1965 | 1966 | 1967 | 1968 | 1969 | ► | ►►

Weitere Ereignisse

## Badminton
Höhepunkte des Badmintonjahres 1965 waren die All England, die Irish Open, die Scottish Open, die German Open, die Dutch Open und die Südostasienspiele. 

### Internationale Veranstaltungen
| Veranstaltung | Herreneinzel  | Dameneinzel         | Herrendoppel                  | Damendoppel                        | Mixed                           |
| ------------- | ------------- | ------------------- | ----------------------------- | ---------------------------------- | ------------------------------- |
| All England   | Erland Kops   | Ursula Smith        | Ng Boon Bee Tan Yee Khan      | Karin Jørgensen Ulla Strand        | Finn Kobberø Ulla Strand        |
| German Open   | Alan Parsons  | Ursula Smith        | Alan Parsons William Kerr     | Brenda Parr Ursula Smith           | Richard Purser Gerda Schumacher |
| Malaysia Open | Tan Aik Huang | Rosalind Singha Ang | Tan Yee Khan Ng Boon Bee      | Teoh Siew Yong Rosalind Singha Ang | Teh Kew San Ng Mei Ling         |
| Swedish Open  | Erland Kops   | Eva Twedberg        | Erland Kops Knud Aage Nielsen | Karin Jørgensen Ulla Rasmussen     | Henning Borch Ulla Rasmussen    |

## Leichtathletik
- 16. Januar – Ron Clarke, Australien, lief die 5000 Meter der Herren in 13:34,8 Minuten.
- 8. Mai – Randy Matson, USA, stieß im Kugelstoßen der Herren 21,52 Meter.
- 17. Mai – Gennadi Agapow, Russland, ging im 50.000-Meter-Gehen der Herren in 3:55:36 Stunden.
- 29. Mai – Ralph Boston, USA, sprang im Weitsprung der Herren 8,35 Meter.
- 30. Mai – Kipchoge Keino, Kenia, lief die 5000 Meter der Herren in 13:24,2 Minuten.
- 8. Juni – Randy Matson, USA, erreichte im Kugelstoßen der Herren 21,52 Meter.
- 16. Juni – Ron Clarke, Australien, lief die 10.000 Meter der Herren in 28:14,0 Minuten.
- 20. Juni – Hal Connolly, USA, warf im Hammerwurf der Herren 71,26 Meter.
- 29. Juni – Hal Connolly, USA, erreichte im Hammerwurf der Herren 71,26 Meter.
- 9. Juli – Irena Kirszenstein, Polen, lief die 100 Meter der Damen 11,1 Sekunden.
- 14. Juli – Ron Clarke, Australien, lief die 10.000 Meter der Herren in 27:39,4 Minuten.
- 20. Juli – Jürgen May, DDR, lief die 1000 Meter der Herren in 2:16,2 Minuten.
- 11. August – Tamara Press, Sowjetunion, warf im Diskuswurf der Damen 59,7 Meter.
- 14. August – Ron Clarke, Australien, lief die 10.000 Meter der Herren in 27:39,4 Minuten.
- 21. August – Hal Connolly, USA, erreichte im Hammerwurf der Herren 71,06 Meter.
- 27. August – Kipchoge Keino, Kenia, lief die 3000 Meter der Herren in 7:39,6 Minuten.
- 31. August – Wyomia Tyus, USA, lief die 100 Meter der Damen 11,1 Sekunden.
- 6. September – Gaston Roelants, Belgien, lief die 3000 Meter Hindernis der Herren in 08:26,4 Minuten.
- 7. September – Irena Kirszenstein, Polen, lief die 200 Meter der Damen in 22,7 Sekunden.
- 19. September – Tamara Press, Sowjetunion, stieß im Kugelstoßen der Damen 18,59 Meter.
- 3. Oktober – Randy Matson, USA, erreichte im Kugelstoßen der Herren 21,05 Meter.
- 4. Oktober – Gyula Zsivótzky, Ungarn, erreichte im Hammerwurf der Herren 73,74 Meter.
- 10. Oktober – Tamara Press, Sowjetunion, erreichte im Diskuswurf der Damen 59,7 Meter.
- 12. Oktober – Ludvík Daněk, Tschechoslowakei, warf den Diskus in der Disziplin der Herren 65,22 Meter.
- 15. Oktober – Ron Clarke, Australien, lief die 5000 Meter der Herren in 13:34,8 Minuten.
- 30. November – Kipchoge Keino, Kenia, lief die 5000 Meter der Herren in 13:24,2 Minuten.

## Tischtennis
- Tischtennisweltmeisterschaft 1965 15. bis zum 25. April in Ljubljana (Jugoslawien)
- Länderspiele Deutschlands (Freundschaftsspiele)
  - 25. März: Venlo: D. – Niederlande 8:1 (Herren)
  - 8. Mai: Lörrach: D. – Japan 1:5 (Herren)
  - 8. Mai: Lörrach: D. – Japan 1:3 (Damen)
  - Februar: DDR – Jugoslawien 4:5 (Herren)
  - Februar: DDR – Jugoslawien 3:1 (Damen)
  - 6. Februar: Magdeburg: DDR – Ungarn 0:3 (Damen)

## Geboren

### Januar

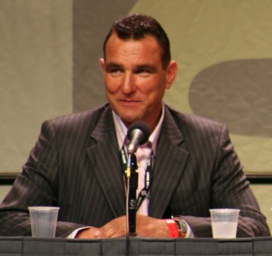
Vinnie Jones

- 01. Januar: Asjat Saitow, sowjetischer und russischer Radrennfahrer
- 02. Januar: Andy Ashurst, britischer Stabhochspringer
- 04. Januar: Guy Forget, französischer Tennisspieler
- 05. Januar: Vinnie Jones, walisischer Fußballspieler und Schauspieler
- 05. Januar: Patrik Sjöberg, schwedischer Leichtathlet
- 06. Januar: Marco Branca, italienischer Fußballspieler und -funktionär
- 06. Januar: Lindsay Burns, US-amerikanische Leichtgewichtsruderin
- 06. Januar: Christine Wachtel, deutsche Leichtathletin
- 08. Januar: Ahn Jae-hyung, südkoreanischer Tischtennisspieler
- 10. Januar: Matthias Hahn, deutscher Handballspieler und -trainer
- 11. Januar: Andreas Diebitz, deutscher Fußballspieler
- 12. Januar: Marina Kiehl, deutsche Skirennläuferin
- 14. Januar: Roswitha Bindl, deutsche Fußballspielerin
- 14. Januar: Bob Essensa, kanadischer Eishockeytorwart und -trainer
- 15. Januar: Maurizio Fondriest, italienischer Radrennfahrer
- 17. Januar: Fred Radig, deutscher Handballspieler († 2019)
- 21. Januar: Christine Paul, deutsche Fußballspielerin
- 23. Januar: Thomas Adler, deutscher Fußballspieler
- 26. Januar: Helmut Dietz, deutscher Judoka
- 26. Januar: Xiao Hongyan, chinesische Langstreckenläuferin
- 28. Januar: Nadia Bonfini, italienische Skirennläuferin
- 29. Januar: Dominik Hašek, tschechischer Eishockeyspieler
- 29. Januar: Peter Lundgren, schwedischer Tennisspieler und -trainer († 2024)
- 31. Januar: Andri Marteinsson, isländischer Fußballspieler

### Februar
- 02. Februar: Ajrat Chamatow, sowjetischer Boxer und Weltmeister von 1989 im Federgewicht
- 02. Februar: Swetlana Nageikina, russische Skilangläuferin
- 05. Februar: Gheorghe Hagi, rumänischer Fußballspieler
- 05. Februar: Lawrence Iquaibom, nigerianischer Gewichtheber
- 07. Februar: Ignacio Ambríz, mexikanischer Fußballtrainer und Fußballspieler
- 09. Februar: Dieter Baumann, deutscher Langstreckenläufer
- 09. Februar: Igor Malkow, sowjetischer Eisschnellläufer und Olympiasieger 1984

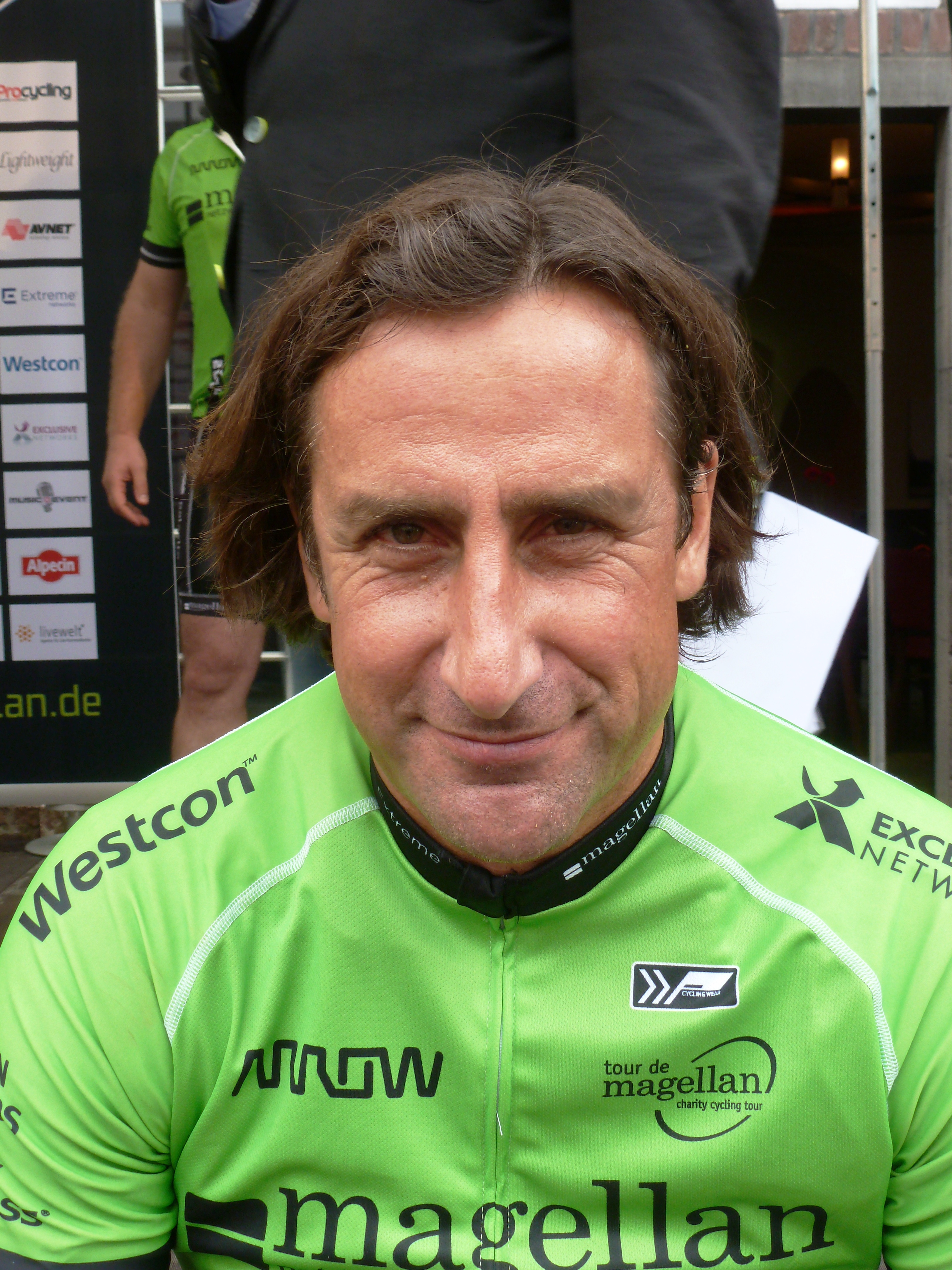
Christian Schenk

- 09. Februar: Christian Schenk, deutscher Leichtathlet, Olympiasieger
- 13. Februar: Sven Demandt, deutscher Fußballspieler und -trainer
- 13. Februar: Waleri Kirijenko, russischer Biathlet
- 13. Februar: Ida Ladstätter, österreichische Skirennläuferin
- 13. Februar: Juri Sawitschew, russischer Fußballspieler und Olympiasieger 1988
- 14. Februar: Karl Erik Bøhn, norwegischer Handballspieler und -trainer († 2014)
- 15. Februar: Sergei Tarassow, russischer Biathlet und Olympiasieger
- 18. Februar: Rainer Schmidt, deutscher Tischtennisspieler
- 19. Februar: Michael Westphal, deutscher Tennisspieler († 1991)
- 20. Februar: Michel Ansermet, Schweizer Sportschütze
- 21. Februar: Evair Aparecido Paulino, brasilianischer Fußballspieler und -trainer
- 21. Februar: Thomas Sivertsson, schwedischer Handballspieler und -trainer
- 21. Februar: Atsushi Yogō, japanischer Automobilrennfahrer
- 23. Februar: Mario Deslauriers, kanadischer Springreiter
- 23. Februar: Helena Suková, tschechoslowakische Tennisspielerin
- 24. Februar: Harald Andler, deutscher Handballschiedsrichter
- 24. Februar: Hansi Flick, deutscher Fußballspieler
- 26. Februar: Kōsei Akaishi, japanischer Ringer
- 27. Februar: Alexander Goldin, russischer Schachgroßmeister
- 27. Februar: Oliver Reck, deutscher Fußballtorhüter und Torwarttrainer

### März
- 01. März: Hwangbo Kwan, südkoreanischer Fußballspieler
- 03. März: Dragan Stojković, serbischer Fußballspieler
- 04. März: Radouane Abbes, algerischer Fußballspieler
- 05. März: Johnny Ekström, schwedischer Fußballspieler

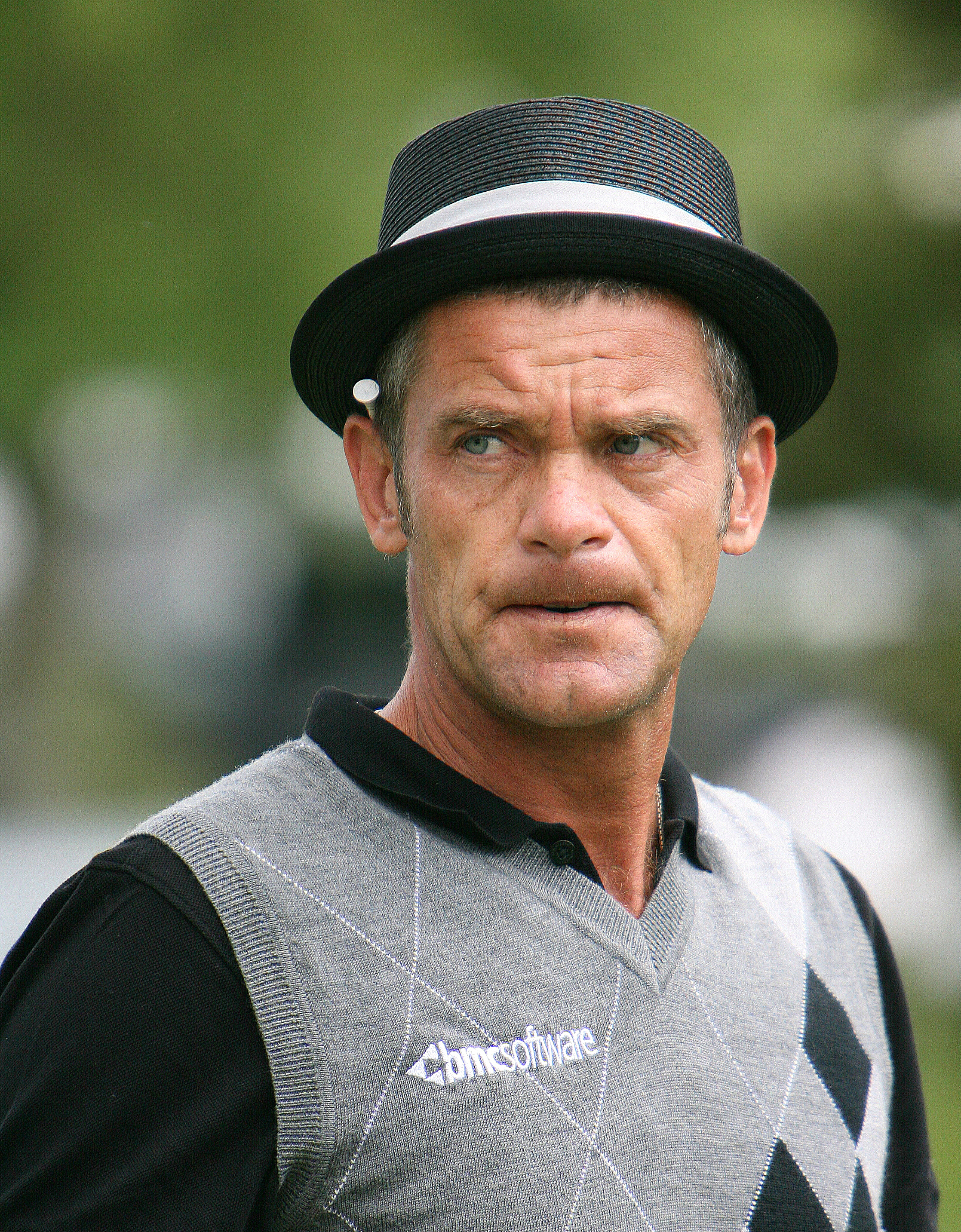
Jesper Parnevik

- 07. März: Jesper Parnevik, schwedischer Golfspieler
- 10. März: Alessandro Fiorio, italienischer Rallyefahrer
- 11. März: Nigel Adkins, englischer Fußballspieler und -trainer
- 11. März: Eric Jelen, deutscher Tennisspieler
- 11. März: Rupert Meister, deutscher Eishockeytorhüter
- 16. März: Utut Adianto, indonesischer Schachspieler, Schachfunktionär und Politiker
- 16. März: Sergei Basarewitsch, sowjetisch-russischer Basketballspieler und -trainer
- 19. März: Reiner Edelmann, deutscher Fußballspieler
- 21. März: Steffen Krauß, deutscher Fußballspieler († 2008)
- 23. März: Trine Haltvik, norwegische Handballspielerin und -trainerin
- 24. März: Mark William Calaway, US-amerikanischer Wrestler (The Undertaker)
- 24. März: Peter Öttl, deutscher Motorradrennfahrer
- 25. März: Stefka Kostadinowa, bulgarische Hochspringerin
- 25. März: Frank Ordenewitz, deutscher Fußballspieler
- 26. März: Violeta Szekely, rumänische Leichtathletin und Olympionikin
- 29. März: Paraskevi Patoulidou, griechische Leichtathletin und Olympiasiegerin
- 30. März: Jacqueline Börner, deutsche Eisschnellläuferin
- 31. März: Tom Barrasso, US-amerikanischer Eishockeyspieler

### April
- 05. April: Swetlana Paramygina, sowjetisch-belarussische Biathletin
- 06. April: Amedeo Carboni, italienischer Fußballspieler und -funktionär
- 07. April: Alexander Mronz, deutscher Tennisspieler
- 08. April: Heiko Brestrich, deutscher Fußballspieler und -trainer
- 08. April: Michael Jones, neuseeländischer Rugby-Union-Spieler
- 10. April: Bernd Schneider, deutscher Schachspieler
- 13. April: Nina Gawriljuk, russische Skilangläuferin und Olympiasiegerin
- 14. April: Uwe Körner, deutscher Volleyball- und Beachvolleyballspieler

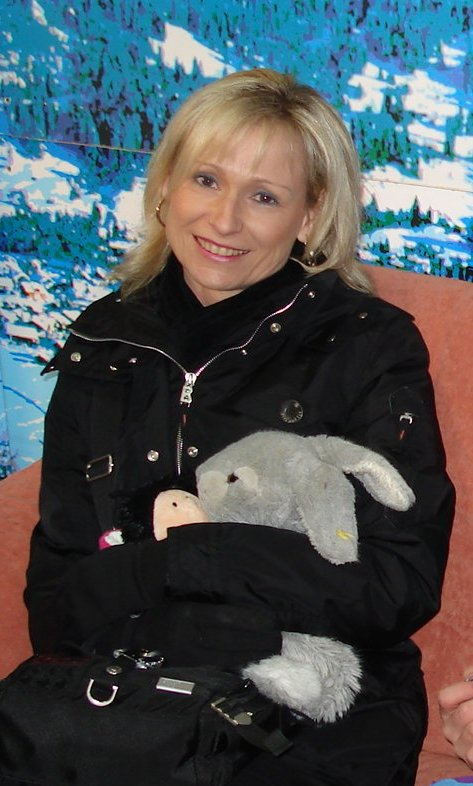
Claudia Leistner

- 15. April: Claudia Leistner, deutsche Eiskunstläuferin
- 15. April: Kevin Stevens, US-amerikanischer Eishockeyspieler
- 17. April: Mike Fuhrig, deutscher Handballspieler
- 18. April: Liz Aronsohn, US-amerikanische Badmintonspielerin
- 19. April: Melitta Rühn, rumänische Turnerin
- 21. April: Thomas Helmer, deutscher Fußballspieler
- 21. April: Ed Belfour, kanadischer Eishockeyspieler
- 22. April: Peter Zezel, kanadischer Eishockeyspieler († 2009)
- 25. April: Jens Adler, deutscher Fußballspieler
- 27. April: Michael Hecht, deutscher Fußballspieler
- 28. April: Eva Twardokens, US-amerikanische Skirennläuferin
- 29. April: Angelo Alessio, italienischer Fußballspieler und -trainer

### Mai
- 03. Mai: Dirk Helmig, deutscher Fußballspieler
- 05. Mai: Chris McMurry, US-amerikanischer Automobilrennfahrer
- 06. Mai: Marijan Mrmić, jugoslawischer bzw. kroatischer Fußballtorhüter
- 06. Mai: Greg Poss, US-amerikanischer Eishockeytrainer
- 07. Mai: Henrik Andersen, dänischer Fußballspieler
- 08. Mai: Antonio Ananiew, bulgarischer Fußballtorhüter
- 09. Mai: Steve Yzerman, kanadischer Eishockeyspieler
- 11. Mai: Stefano Domenicali, italienischer Teamchef der Scuderia Ferrari
- 11. Mai: Charles-Louis Seck, senegalesischer Leichtathlet
- 12. Mai: Stacy Wilson, kanadische Eishockeyspielerin
- 13. Mai: Eberhard Carl, deutscher Fußballspieler
- 15. Mai: George Fouché, südafrikanischer Automobilrennfahrer († 2023)

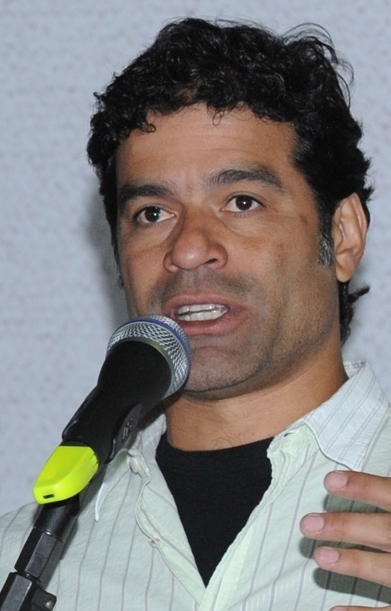
Raí

- 15. Mai: Raí, brasilianischer Fußballspieler
- 18. Mai: Heiko Burmeister, deutscher Handballspieler und -trainer
- 20. Mai: Kristina Andersson, schwedische Skirennläuferin
- 20. Mai: Roberta Brunet, italienische Leichtathletin
- 20. Mai: Bruno Marie-Rose, französischer Leichtathlet
- 20. Mai: Volkmar Scholz, deutscher Leichtathlet
- 20. Mai: Jean-Charles Trouabal, französischer Leichtathlet
- 22. Mai: Deno Davie, britischer Radrennfahrer
- 22. Mai: Maja Ussowa, russische Eiskunstläuferin
- 23. Mai: Manolo Sanchís, spanischer Fußballspieler
- 27. Mai: Pat Cash, australischer Tennisspieler
- 28. Mai: André Trulsen, deutscher Fußballspieler

### Juni
- 01. Juni: Larissa Lasutina, russische Skilangläuferin und Olympiasiegerin
- 01. Juni: Olga Nasarowa, russische Sprinterin und Olympiasiegerin
- 01. Juni: Nigel Short, englischer Schachspieler
- 02. Juni: Jens-Peter Herold, deutscher Leichtathlet
- 03. Juni: Anja Langer, deutsche Bodybuilderin
- 04. Juni: Mick Doohan, australischer Motorradrennfahrer
- 04. Juni: Andrea Jaeger, US-amerikanische Tennisspielerin
- 06. Juni: Donat Acklin, Schweizer Bobfahrer
- 09. Juni: Giuseppe Cipriani, italienischer Rennfahrer
- 12. Juni: Gwen Torrence, US-amerikanische Leichtathletin und Olympiasiegerin
- 13. Juni: Michael Klemm, deutscher Handballspieler
- 17. Juni: Dermontti Dawson, US-amerikanischer American-Football-Spieler
- 17. Juni: Ralf Lübke, deutscher Leichtathlet
- 17. Juni: Carlos Medina, andorranischer Fußballspieler
- 19. Juni: Sabine Braun, deutsche Leichtathletin
- 24. Juni: Harumi Kōhara, japanische Badmintonspielerin
- 24. Juni: Uwe Krupp, deutscher Eishockeyspieler und -trainer
- 24. Juni: Lutz Kühnlenz, deutscher Rennrodler

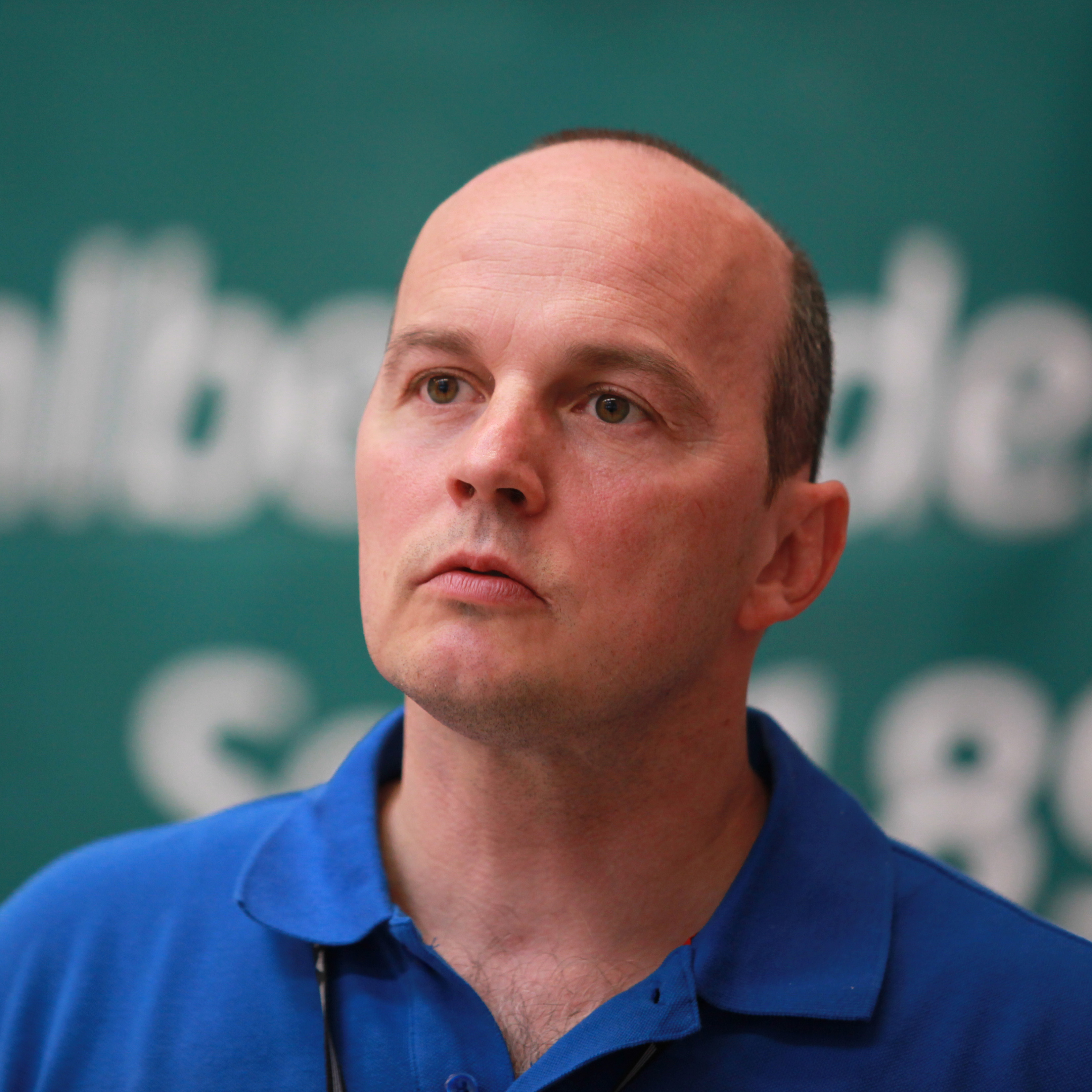
Ulrich Derad

- 26. Juni: Ulrich Derad, deutscher Handballspieler
- 28. Juni: Hansjörg Aschenwald, österreichischer nordischer Kombinierer
- 28. Juni: Thomas Vogel, deutscher Fußballspieler
- 29. Juni: Michaela Erler, deutsche Handballspielerin
- 30. Juni: Anna Kondraschowa, russische Eiskunstläuferin
- 30. Juni: Mitch Richmond, US-amerikanischer Basketballspieler

### Juli
- 01. Juli: Carl Fogarty, britischer Motorradrennfahrer
- 03. Juli: Hans Dorfner, deutscher Fußballspieler
- 04. Juli: Harvey Grant, US-amerikanischer Basketballspieler
- 04. Juli: Horace Grant, US-amerikanischer Basketballspieler
- 04. Juli: Giancarlo Marocchi, italienischer Fußballspieler
- 06. Juli: Jens Müller, deutscher Rennrodler und Olympiasieger
- 06. Juli: Hannes Zehentner, deutscher Skirennläufer
- 07. Juli: Jeremy Guscott, englischer Rugbyspieler
- 08. Juli: Kip Janvrin, US-amerikanischer Zehnkämpfer
- 09. Juli: Natalja Woronowa, russische Sprinterin
- 10. Juli: Jelena Chudaschowa, russische Basketballspielerin und Olympiasiegerin
- 13. Juli: Arnd Schmitt, deutscher Fechter
- 14. Juli: Tan Liangde, chinesischer Wasserspringer
- 15. Juli: Olga Jewkowa, sowjetisch-russische Basketballspielerin
- 16. Juli: Gianni Faresin, italienischer Radrennfahrer Gianni Faresin

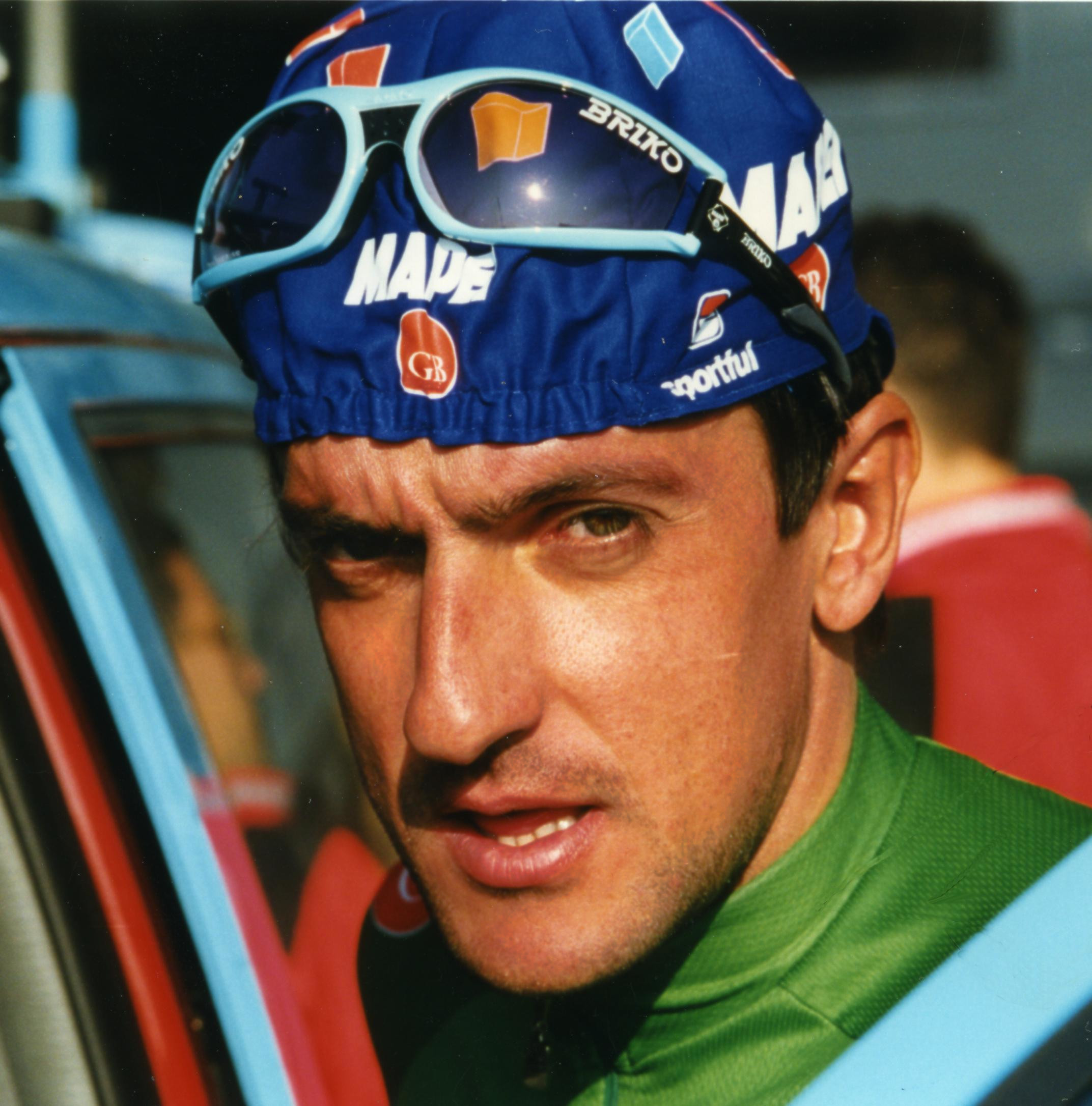
Gianni Faresin

- 16. Juli: Claude Lemieux, kanadischer Eishockeyspieler
- 17. Juli: Gerhard Pilz, österreichischer Naturbahnrodler
- 18. Juli: Petra Schersing, deutsche Sprinterin
- 19. Juli: Claus-Dieter Wollitz, deutscher Fußballspieler und -trainer
- 20. Juli: Joe Arlauckas, US-amerikanischer Basketballspieler
- 21. Juli: Jovy Marcelo, philippinischer Automobilrennfahrer († 1992)
- 22. Juli: Shawn Michaels, US-amerikanischer Wrestler
- 23. Juli: Jörg Stübner, deutscher Fußballspieler († 2019)
- 27. Juli: José Luis Chilavert, paraguayischer Fußballspieler
- 27. Juli: Trifon Iwanow, bulgarischer Fußballspieler († 2016)
- 27. Juli: Alexej Jaschkin, tschechisch-russischer Eishockeyspieler
- 27. Juli: Wladimir Resnitschenko, sowjetischer und deutscher Fechter und Olympiasieger
- 27. Juli: Heiko Triepel, deutscher Handballspieler und -trainer
- 28. Juli: Pedro Troglio, argentinischer Fußballspieler und -trainer
- 31. Juli: Mario von Appen, deutscher Kanute

### August
- 04. August: Michael Skibbe, deutscher Fußballspieler und -trainer
- 06. August: Stéphane Peterhansel, französischer Rallyefahrer
- 06. August: Luc Alphand, französischer Skirennläufer und Motorsportler
- 06. August: David Robinson, US-amerikanischer Basketballspieler
- 07. August: Jocelyn Angloma, französischer Fußballspieler
- 07. August: Bernd Truntschka, deutscher Eishockeyspieler
- 09. August: Aleksandar Abutovic, serbischer Fußballspieler
- 09. August: Chris Miller, US-amerikanischer American-Football-Spieler
- 17. August: Mak Ka Lok, macauischer Automobilrennfahrer
- 17. August: Anton Pfeffer, österreichischer Fußballspieler
- 20. August: Raphael Sperrer, österreichischer Rallyefahrer
- 24. August: Sylvia Eder, österreichische Skirennläuferin
- 24. August: Reggie Miller, US-amerikanischer Basketballspieler
- 25. August: Holger Aden, deutscher Fußballstürmer und Fußballtrainer
- 28. August: Dmitri Kusnezow, sowjetischer und russischer Fußballspieler und -trainer
- 29. August: Peter Andersson, schwedischer Eishockeyspieler und -trainer
- 29. August: Neno Ašćerić, österreichischer Basketballtrainer und -spieler
- 29. August: Gerhard Rodax, österreichischer Fußballspieler († 2022)
- 31. August: Henry Acquah, ghanaischer Fußballspieler

### September

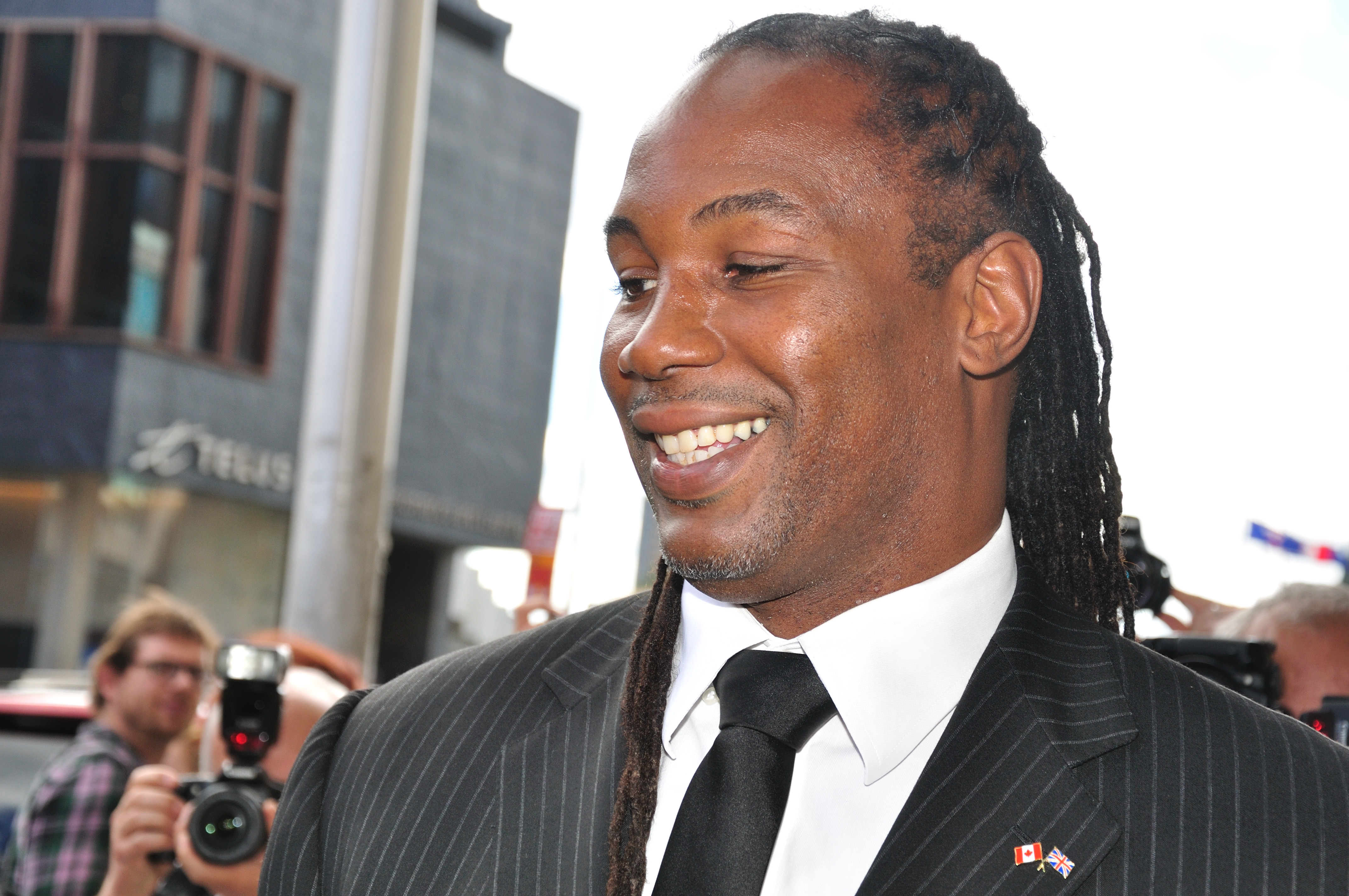
Lennox Lewis

- 02. September: Lennox Lewis, britischer Boxer
- 04. September: Marc Degryse, belgischer Fußballspieler
- 05. September: David Brabham, australischer Automobilrennfahrer
- 07. September: Lee Joon-ho, südkoreanischer Shorttracker
- 07. September: Darko Pančev, jugoslawischer und mazedonischer Fußballspieler
- 07. September: Uta Pippig, deutsche Leichtathletin und Marathonläuferin
- 07. September: Andreas Thom, deutscher Fußballspieler und -trainer
- 08. September: Maik Heydeck, deutscher Amateurboxer
- 09. September: Marcel Peeper, niederländischer Fußballspieler
- 13. September: Diego Aguirre, uruguayischer Fußballspieler und -trainer
- 15. September: Thomas Stangassinger, österreichischer Skirennläufer
- 16. September: Karl-Heinz Riedle, deutscher Fußballspieler
- 19. September: Carsten Linke, deutscher Fußballspieler
- 19. September: Gustavo Machaín, uruguayischer Fußballspieler und -trainer
- 19. September: Gilles Panizzi, französischer Rallyefahrer
- 22. September: Manfred Binz, deutscher Fußballspieler
- 22. September: Damir Buljević, kroatisch-deutscher Tennisspieler
- 22. September: Tony Drago, maltesischer Snookerspieler
- 22. September: Søren Lilholt, dänischer Radrennfahrer
- 22. September: Jörg Sievers, deutscher Fußballspieler
- 22. September: Alexander Tschornych, sowjetisch-russischer Eishockeyspieler
- 24. September: Hans Werner Moser, deutscher Fußballspieler
- 25. September: Rafael Martín Vázquez, spanischer Fußballspieler
- 25. September: Christine Frai, deutsche Fußballschiedsrichterin
- 25. September: Scottie Pippen, US-amerikanischer Basketballspieler

### Oktober
- 01. Oktober: Dirk Bremser, deutscher Fußballspieler und -trainer
- 01. Oktober: Andreas Keller, deutscher Hockeyspieler

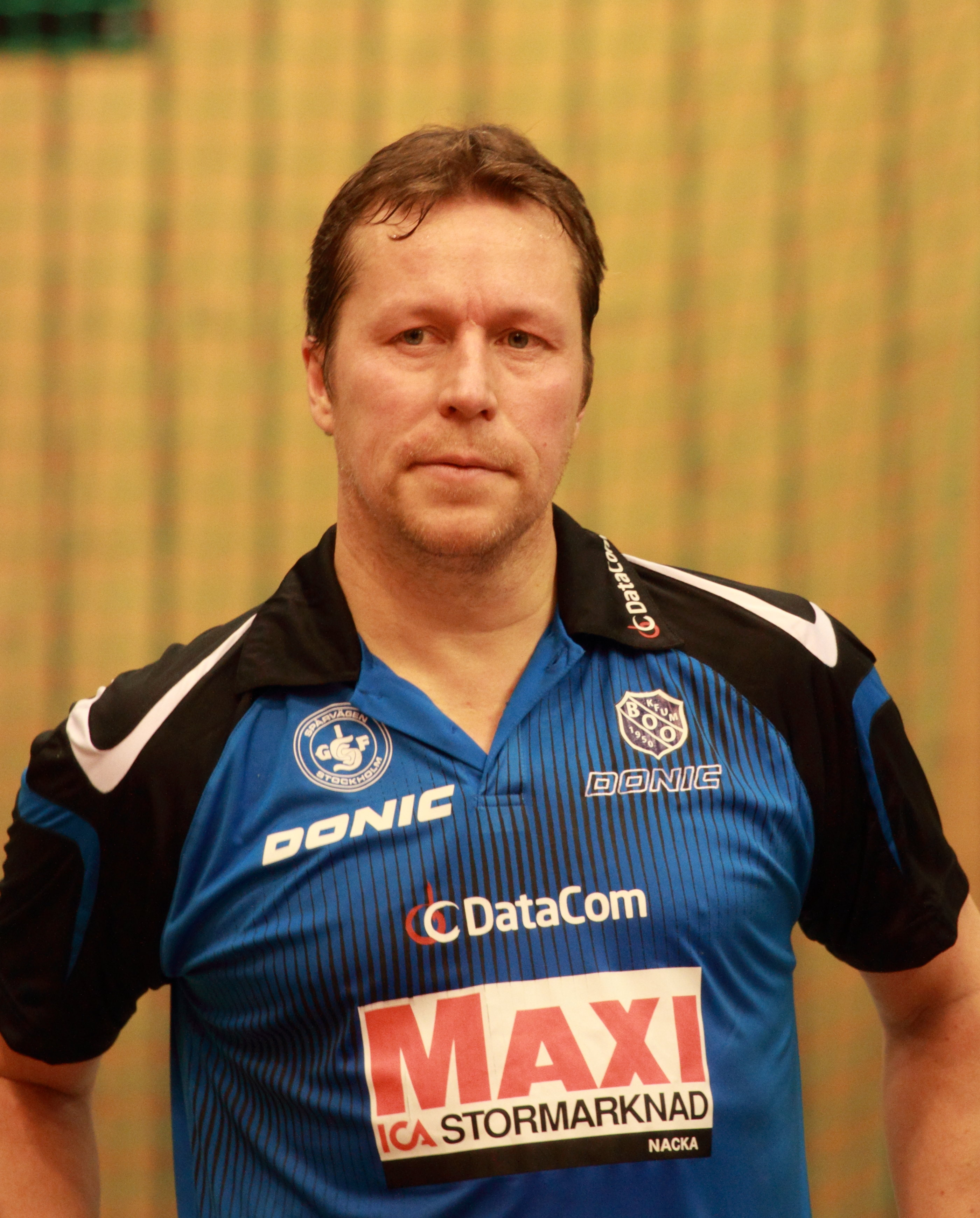
Jan-Ove Waldner

- 03. Oktober: Jan-Ove Waldner, schwedischer Tischtennisspieler
- 05. Oktober: Mario Lemieux, kanadischer Eishockeyspieler
- 05. Oktober: Patrick Roy, kanadischer Eishockeyspieler
- 06. Oktober: Jürgen Kohler, deutscher Fußballspieler
- 07. Oktober: Marco Apicella, italienischer Automobilrennfahrer
- 08. Oktober: Matt Biondi, US-amerikanischer Schwimmer
- 09. Oktober: Stefan Kohn, deutscher Fußballspieler
- 12. Oktober: Henry Akinwande, nigerianisch-britischer Schwergewichtsboxer
- 12. Oktober: Nathalie Vasseur, französische Marathonläuferin
- 13. Oktober: Matthias Cammann, deutscher Fernseh-Sportjournalist
- 13. Oktober: Johan Museeuw, belgischer Radrennfahrer
- 15. Oktober: Andrzej Rudy, polnischer Fußballspieler
- 17. Oktober: Jens Kürbis, deutscher Handballtorwart und Journalist
- 18. Oktober: Fulvia Stevenin, italienische Skirennfahrerin
- 18. Oktober: German Titow, russischer Eishockeyspieler
- 20. Oktober: Stefano Pioli, italienischer Fußballspieler und -trainer
- 20. Oktober: Michail Schtalenkow, russischer Eishockeytorwart
- 27. Oktober: Atlee Mahorn, kanadischer Leichtathlet
- 27. Oktober: Stefan Prein, deutscher Motorradrennfahrer
- 27. Oktober: Gaby Uhlenbruck, deutsche Hockeyspielerin
- 28. Oktober: Ralf Kohl, deutscher Fußballspieler
- 29. Oktober: Yasutomo Nagai, japanischer Motorradrennfahrer († 1995)
- 30. Oktober: Tomoko Igata, japanische Motorradrennfahrerin
- 31. Oktober: Iryna Jattschanka, belarussische Diskuswerferin

### November
- 01. November: Olaf Hampel, deutscher Bobfahrer
- 02. November: Bruno Miot, französischer Automobilrennfahrer
- 03. November: Alex Tobin, australischer Fußballspieler
- 04. November: Claudia Strobl, österreichische Skirennläuferin
- 07. November: Mark Mauerwerk, deutscher Ruderer
- 07. November: Sigrun Wodars, deutschen Leichtathletin
- 10. November: Michaela Gerg, deutsche Skirennläuferin
- 10. November: Eddie Irvine, irischer Automobilrennfahrer
- 12. November: Regula Aebi, Schweizer Leichtathletin
- 16. November: Mika Aaltonen, finnischer Fußballspieler
- 17. November: Stefan Kiefer, deutscher Motorradrennfahrer und Teamchef († 2017)
- 19. November: Gary Ablett, englischer Fußballspieler und -trainer († 2012)

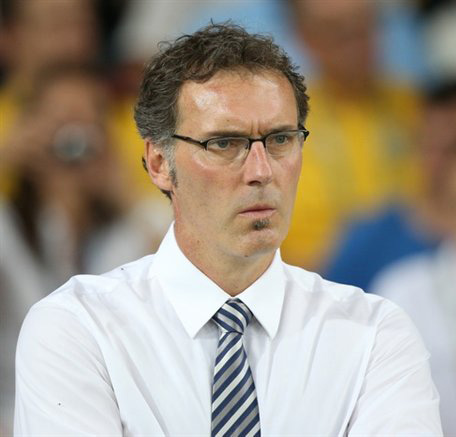
Laurent Blanc

- 19. November: Laurent Blanc, französischer Fußballspieler
- 22. November: Gustavo Acosta, argentinischer Fußballspieler
- 22. November: Daniel Freitas Rodríguez, uruguayischer Boxer
- 23. November: Neil Adams, englischer Fußballspieler
- 24. November: Rui Barros, portugiesischer Fußballspieler und -trainer
- 26. November: Patrice Goueslard, französischer Automobilrennfahrer
- 28. November: Thomas Ahrens, deutscher Artistique-Billardspieler
- 28. November: Jürgen Fuchs, deutscher Motorradrennfahrer
- 30. November: Aldair, brasilianischer Fußballspieler
- 30. November: Zeynəddin Bilalov, aserbaidschanischer Leichtathlet im Behindertensport

### Dezember
- 02. Dezember: Klaus Klock, deutscher Fußballspieler und -trainer

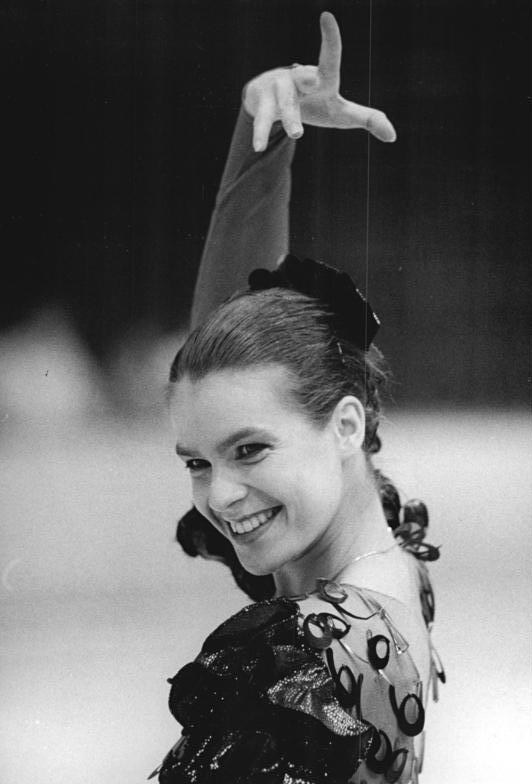
Katarina Witt

- 03. Dezember: Katarina Witt, deutsche Eiskunstläuferin, zweifache Olympiasiegerin
- 04. Dezember: Ulf Kirsten, deutscher Fußballspieler
- 07. Dezember: Han Chun-ok, nordkoreanische Eisschnellläuferin
- 14. Dezember: Aljoša Asanović, jugoslawisch-kroatischer Fußballspieler
- 14. Dezember: Bärbel Weimar, deutsche Fußballspielerin
- 16. Dezember: Christian Lavieille, französischer Motorrad- und Automobilrennfahrer
- 19. Dezember: Adam Fiedler, deutsch-polnischer Basketballspieler
- 22. Dezember: Urszula Włodarczyk, polnische Leichtathletin
- 23. Dezember: Andreas Kappes, deutscher Radrennfahrer († 2018)
- 24. Dezember: Todd Waggoner, US-amerikanischer Eiskunstläufer
- 25. Dezember: Olivier Dupard, französischer Automobilrennfahrer
- 25. Dezember: Dmitri Mironow, russischer Eishockeyspieler
- 28. Dezember: Mario Wille, deutscher Handballspieler
- 30. Dezember: Essam Abd el-Fatah, ägyptischer FIFA-Schiedsrichter und Flugzeugpilot
- 31. Dezember: Tony Dorigo, englischer Fußballspieler

### Datum unbekannt
- Jörg Hafner, Schweizer Waffenläufer
- Ralph Rose, deutscher Sportfunktionär

## Gestorben

### Januar
- 01. Januar: Herman Roosdorp, niederländisch-belgischer Automobilrennfahrer (* 1895)
- 01. Januar: Ludwig Wrede, österreichischer Eiskunstläufer (* 1894)
- 06. Januar: Søren Marinus Jensen, dänischer Ringer (* 1879)
- 07. Januar: Eino Rastas, finnischer Langstreckenläufer (* 1894)
- 08. Januar: Georg Gyssling, deutscher Bobfahrer (* 1893)
- 09. Januar: John Fleming, britischer Sportschütze (* 1881)
- 12. Januar: Gwynne Evans, US-amerikanischer Schwimmer, Wasserballspieler und Leichtathlet (* 1880)
- 16. Januar: Herbert Taylor, US-amerikanischer Schwimmer und Wasserballspieler (* 1892)
- 19. Januar: Arnold Luhaäär, estnischer Gewichtheber, Kugelstoßer, Ringer und Leichtathlet (* 1905)
- 21. Januar: Arie Bieshaar, niederländischer Fußballspieler (* 1899)
- 23. Januar: Raymond Coulter, US-amerikanischer Sportschütze (* 1897)
- 24. Januar: Jean Pradairol, französischer Turner (* 1878)
- 26. Januar: Harry Stuhldreher, US-amerikanischer American-Football-Spieler und -Trainer (* 1901)
- 30. Januar: Colby Slater, US-amerikanischer Rugbyspieler (* 1896)
- 000Januar: Walter Bastenie, belgischer Eishockeyspieler (* 1910)

### Februar
- 01. Februar: Einar Berntsen, norwegischer Segler und Eisschnellläufer (* 1891)
- 02. Februar: Carl Johan Lind, schwedischer Leichtathlet (* 1883)
- 03. Februar:  Vittorio Lucchetti, italienischer Turner (* 1894)
- 03. Februar: Frank Schryver, australischer Schwimmer (* 1891)
- 07. Februar: Ewald Mertens, deutscher Leichtathlet und Leichtathletiktrainer (* 1909)
- 11. Februar: Peder Falstad, US-amerikanischer Skispringer (* 1894)
- 12. Februar: Waldemar Steffen, deutscher Leichtathlet (* 1872)
- 13. Februar: Marinus Sørensen, dänischer Sprinter (* 1898)
- 15. Februar: Rolf Lefdahl, norwegischer Turner (* 1882)
- 16. Februar: Salvator Pélégry, französischer Schwimmer (* 1898)
- 22. Februar: Paul Lob, Schweizer Eishockeyspieler (* 1893)
- 26. Februar: Julius Skutnabb, finnischer Eisschnellläufer (* 1889)
- 27. Februar: Ruben Örtegren, schwedischer Sportschütze (* 1881)
- 28. Februar: Jens Chievitz, dänischer Turner (* 1889)

### März
- 01. März: Albert White, englischer Bahnradsportler (* 1890)
- 03. März: Raoul Sourzat, französischer Turner (* 1879)
- 06. März: Jules Goux, französischer Automobilrennfahrer (* 1885)
- 09. März: Valentine Bialas, US-amerikanischer Eisschnellläufer (* 1903)
- 11. März: Søren Sørensen, dänischer Turner (* 1897)
- 14. März: Marion Jones, US-amerikanische Tennisspielerin (* 1879)
- 15. März: Teodor Koskenniemi, finnischer Leichtathlet (* 1887)
- 19. März: Pierre Chayriguès, französischer Fußballtorhüter (* 1892)
- 19. März: Marshall Limon, kanadischer Leichtathlet (* 1915)
- 20. März: Edward Archibald, kanadischer Stabhochspringer (* 1884)
- 20. März: Daniel Frank, US-amerikanischer Leichtathlet (* 1882)
- 20. März: Thomas Harvey, britischer Radrennfahrer (* 1888)
- 21. März: André Theuriet, französischer Schwimmer und Rugbyspieler (* 1887)
- 23. März: Louis Bonniot de Fleurac, französischer Mittel- und Langstreckenläufer (* 1876)
- 26. März: Heinrich Schomburgk, deutscher Tennisspieler (* 1885)
- 27. März: Dirk Lotsy, niederländischer Fußballspieler (* 1882)
- 27. März: Johannes Osten, niederländischer Fechter (* 1879)
- 28. März: Richard Beesly, britischer Ruderer (* 1907)
- 30. März: John Hatfield, britischer Schwimmer und Wasserballspieler (* 1893)
- 30. März: Maarten de Wit, niederländischer Segler (* 1883)

### April
- 03. April: William Frank, US-amerikanischer Langstreckenläufer (* 1879)
- 03. April: Else Jacobsen, dänische Schwimmerin (* 1911)
- 03. April: Gudbrand Skatteboe, norwegischer Sportschütze (* 1875)
- 05. April: Giulio Foresti, italienischer Automobilrennfahrer (* 1888)
- 05. April: Pietro Sernagiotto, brasilianisch-italienischer Fußballspieler (* 1908)
- 05. April: Sándor Szalay, ungarischer Eiskunstläufer (* 1893)
- 06. April: Albert Gutterson, US-amerikanischer Leichtathlet (* 1887)
- 06. April: Ioannis Ketseas, griechischer Tennisspieler, Leichtathlet, Ruderer und Sportfunktionär (* 1887)
- 10. April: Hans Soenius, deutscher Motorradrennfahrer (* 1901)
- 13. April: Jean Samazeuilh, französischer Tennisspieler (* 1891)
- 14. April: Tito Ambrosini, italienischer Wasserballspieler (* 1903)
- 14. April: Robert Carlson, US-amerikanischer Segler (* 1905)
- 16. April: Viggo Pedersen, dänischer Langstreckenläufer (* 1889)
- 18. April: Renzo Minoli, italienischer Fechter (* 1904)
- 19. April: George Dietz, US-amerikanischer Ruderer (* 1880)
- 22. April: Gretchen Merrill, US-amerikanische Eiskunstläuferin (* 1925)
- 23. April: Herold Jansson, dänischer Turner (* 1899)
- 29. April: Matilda Anderson, US-amerikanische Radrennfahrerin (* 1875)
- 29. April: Victoria Lindpaintner, deutsche Eiskunstläuferin (* 1918)

### Mai
- 02. Mai: Julianus Wagemans, belgischer Turner (* 1890)
- 03. Mai: Alajos Keserű, ungarischer Wasserballspieler (* 1905)
- 06. Mai: René Guenot, französischer Radrennfahrer (* 1890)
- 06. Mai: Edward Spencer, britischer Geher (* 1881)
- 09. Mai: Dorothy Greenhough-Smith, britische Eiskunstläuferin (* 1882)
- 09. Mai: Kaarlo Lappalainen, finnischer Sportschütze (* 1877)
- 10. Mai: William Petersson, schwedischer Leichtathlet und Sportfunktionär (* 1895)
- 10. Mai: Jean Rodier, französischer Schwimmer und Wasserballspieler (* 1891)
- 11. Mai: Salvatore Cabella, italienischer Wasserspringer (* 1896)
- 15. Mai: Hans Anton Beyer, norwegischer Turner (* 1889)
- 16. Mai: Knud Degn, dänischer Segler (* 1880)
- 18. Mai: Willy Westra van Holthe, niederländischer Fußballspieler (* 1888)
- 18. Mai: Karol Zając, polnischer Skirennläufer (* 1913)
- 19. Mai: Erik Adolf Efraim Abrahamsson, schwedischer Weitspringer und Eishockeyspieler (* 1898)
- 19. Mai: Federico Della Ferrera, italienischer Rad- und Motorradrennfahrer sowie Ingenieur und Unternehmer (* 1887)
- 20. Mai: Edgar Barth, deutscher Automobilrennfahrer (* 1917)
- 20. Mai: Kristian Middelboe, dänischer Fußballspieler (* 1881)
- 21. Mai: Pierre Goutte, französischer Automobilrennfahrer (* 1897)
- 22. Mai: George Godfrey, südafrikanischer Schwimmer (* 1888)
- 23. Mai: Gladys Davis, britische Fechterin (* 1893)
- 25. Mai: Jakob Neser, deutscher Ringer (* 1883)
- 28. Mai: Frederick Unwin, britischer Schwimmer und Schwimmtrainer (* 1889)

### Juni
- 01. Juni: Curly Lambeau, US-amerikanischer American-Football-Spieler und -Trainer (* 1898)
- 03. Juni: Josefa Kellner, österreichische Schwimmerin (* 1891)
- 05. Juni: Harry Babcock, US-amerikanischer Stabhochspringer (* 1890)
- 09. Juni: Harold Hardman, englischer Fußballspieler und -funktionär (* 1882)
- 09. Juni: Peter Kemp, britischer Schwimmer und Wasserballspieler (* 1877)
- 10. Juni: Manuel Bacigalupo, peruanischer Radrennfahrer (* 1916)
- 12. Juni: Percy Wyer, kanadischer Leichtathlet (* 1884)
- 15. Juni: Maurice Bouton, französischer Ruderer (* 1892)
- 17. Juni: Thor Ørvig, norwegischer Segler (* 1891)
- 23. Juni: Carlo Carcano, italienischer Fußballspieler und -trainer (* 1891)
- 25. Juni: Léonard Mascaux, französischer Leichtathlet (* 1900)
- 27. Juni: Harry Porter, US-amerikanischer Hochspringer (* 1882)
- 29. Juni: Eric Backman, schwedischer Leichtathlet (* 1896)

### Juli
- 01. Juli: Herbert Drury, US-amerikanischer Eishockeyspieler (* 1895)
- 01. Juli: Pietro Bianchi, italienischer Turner (* 1883)
- 05. Juli: Walter Ulrich, tschechoslowakischer Eishockeyspieler (* 1912)
- 06. Juli: Jean-Maurice Goossens, belgischer Eishockeyspieler (* 1892)
- 07. Juli: Little Dado, philippinischer Boxer (* 1916)
- 10. Juli: Joseph Maffioli, französischer Skispringer (* 1904)
- 10. Juli: Leslie Wormwald, britischer Ruderer (* 1890)
- 12. Juli: Christfried Burmeister, estnischer Eisschnellläufer, Leichtathlet und Bandyspieler (* 1898)
- 14. Juli: Max Woosnam, britischer Sportler (* 1892)
- 15. Juli: Tiny Feather, US-amerikanischer American-Football-Spieler (* 1902)
- 15. Juli: Józef Oksiutycz, polnischer Radrennfahrer (* 1904)
- 16. Juli: Filippo Caracciolo, italienischer Adeliger, Politiker, Antifaschist, Funktionär und Autor (* 1903)
- 18. Juli: Folke Jansson, schwedischer Leichtathlet (* 1897)
- 21. Juli: Robert Sjursen, norwegischer Turner (* 1891)
- 27. Juli: Donald Buddo, kanadischer Leichtathlet (* 1886)
- 28. Juli: François Verstraeten, belgischer Radrennfahrer (* 1887)
- 29. Juli: Bob King, US-amerikanischer Leichtathlet (* 1906)
- 30. Juli: Alan Washbond, US-amerikanischer Bobfahrer (* 1899)
- 000Juli: Harvey Cohn, US-amerikanischer Mittel- und Langstreckenläufer (* 1884)

### August
- 01. August: Haldor Halderson, kanadischer Eishockeyspieler (* 1900)
- 01. August: John Miller, US-amerikanischer Ruderer (* 1903)
- 03. August: Max Gumpel, schwedischer Schwimmer und Wasserballspieler (* 1890)
- 06. August: Adrien Fauchier-Magnan, französischer Tennisspieler (* 1873)
- 06. August: François Franck, belgischer Eishockeyspieler (* 1904)
- 08. August: José Mouzinho de Albuquerque, portugiesischer Springreiter (* 1886)
- 11. August: Harald Halvorsen, norwegischer Turner (* 1878)
- 14. August: Vello Kaaristo, estnischer Skilangläufer (* 1911)
- 15. August: René Léonard, französischer Automobilrennfahrer (* 1889)
- 18. August: Ben Stom, niederländischer Fußballspieler (* 1886)
- 20. August: Odile Defraye, belgischer Radrennfahrer (* 1888)
- 20. August: George Oliver, US-amerikanischer Golfspieler (* 1883)
- 21. August: George Turner, kanadischer Radrennfahrer (* 1915)
- 24. August: Mart Kuusik, estnischer Ruderer (* 1877)
- 25. August: John Hayes, Marathonläufer, Olympiasieger (* 1886)

### September
- 02. September: Louis Baillon, englischer Hockeyspieler (* 1881)
- 04. September: Tommy Hampson, britischer Mittelstreckenläufer und Olympiasieger (* 1907)
- 07. September: Robert Benson, kanadischer Eishockeyspieler (* 1894)
- 08. September: Alejandro Carbonell, chilenischer Fußballspieler (* 1905)
- 11. September: Manfred Schiek, deutscher Motorrad- und Automobilrennfahrer (* 1935)
- 12. September: Christiaan Berger, niederländischer Leichtathlet (* 1911)
- 13. September: Maurice del Valle, französischer Eishockeytorwart (* 1883)
- 15. September: Noël Delberghe, französischer Wasserballspieler (* 1897)
- 16. September: Tom Burridge, englischer Fußballspieler (* 1881)
- 17. September: Jacques Coutrot, französischer Fechter (* 1898)
- 17. September: Åke Ekman, finnischer Eisschnellläufer (* 1912)
- 21. September: Thorstein Stryken, norwegischer Radrennfahrer (* 1900)
- 23. September: Ivan Osiier, dänischer Fechter (* 1888)
- 24. September: Stu Clancy, US-amerikanischer American-Football-Spieler (* 1906)
- 25. September: Dario Barbosa, brasilianischer Sportschütze (* 1882)

### Oktober
- 03. Oktober: Ahmet Robenson, türkisch-US-amerikanischer Sportler (* 1889)
- 07. Oktober: Harold Kruger, US-amerikanischer Schwimmer und Stuntman (* 1897)
- 09. Oktober: Gilbert Colgate, US-amerikanischer Bobfahrer (* 1899)
- 10. Oktober: Francesco Martino, italienischer Turner (* 1900)
- 11. Oktober: Roberto Cherro, argentinischer Fußballspieler (* 1907)
- 11. Oktober: Helen Wainwright, US-amerikanische Schwimmerin und Wasserspringerin (* 1906)
- 12. Oktober: Ermenegildo Strazza, italienischer Automobilrennfahrer (* 1899)
- 14. Oktober: William Hogenson, US-amerikanischer Leichtathlet (* 1884)
- 21. Oktober: Ed Sol, niederländischer Fußballspieler (* 1881)
- 22. Oktober: Earl Cooper, US-amerikanischer Automobilrennfahrer (* 1886)
- 27. Oktober: Elemér Pászti, ungarischer Turner (* 1889)
- 29. Oktober: Frank Wheaton, US-amerikanischer Tennisspieler (* 1876)
- 31. Oktober: Karl Julius Jensen, dänischer Mittel- und Langstreckenläufer (* 1888)
- 00.Oktober: Alfred Lane, US-amerikanischer Sportschütze (* 1891)

### November
- 02. November: Nickolas Muray, US-amerikanischer Fechter (* 1892)
- 05. November: Marcel Collet, französischer Automobilrennfahrer (* 1901)
- 07. November: Mykola Melnyzkyj, russischer Sportschütze (* 1887)
- 10. November: Aldo Nadi, italienischer Fechter (* 1899)
- 12. November: Preben Larsen, dänischer Leichtathlet (* 1922)
- 19. November: Earl Johnson, US-amerikanischer Leichtathlet (* 1891)
- 28. November: Ernest Parker, britischer Schwimmer (* 1895)
- 29. November: Wally Beavers, britischer Leichtathlet (* 1903)
- 29. November: Lionel Bony de Castellane, französischer Fechter (* 1891)
- 30. November: Georg Warsow, deutscher Radrennfahrer (* 1877)

### Dezember
- 01. Dezember: Patrick McClure, irischer Schwimmer und Wasserballspieler (* 1908)
- 05. Dezember: William Gilmore, US-amerikanischer Ruderer (* 1895)
- 07. Dezember: Giorgio Zampori, italienischer Turner (* 1887)
- 10. Dezember: Johan Meimer, estnischer Leichtathlet (* 1904)
- 11. Dezember: Gioacchino Armano, italienischer Fußballspieler (* 1883)
- 11. Dezember: Axel Blomqvist, schwedischer Eisschnellläufer (* 1894)
- 11. Dezember: Luigi Maiocco, italienischer Turner (* 1892)
- 15. Dezember: François Hugues, französischer Fußballspieler und -trainer (* 1896)
- 17. Dezember: Maurice Faure, französischer Flieger und Automobilrennfahrer (* 1896)
- 17. Dezember: Tommaso Lequio di Assaba, italienischer Springreiter (* 1893)
- 18. Dezember: Ture Wersäll, schwedischer Tauzieher (* 1883)
- 20. Dezember: Tom Poor, US-amerikanischer Leichtathlet (* 1903)
- 22. Dezember: Herbert Demetz, italienischer Automobilrennfahrer (* 1936)
- 26. Dezember: John Cregan, US-amerikanischer Leichtathlet (* 1878)
- 28. Dezember: Joseph De Combe, belgischer Schwimmer und Wasserballspieler (* 1901)
- 28. Dezember: Bertram Macdonald, britischer Leichtathlet (* 1902)

### Datum unbekannt
- Donatien Bouché, französischer Segler (* 1882)
- Ernest Gevers, belgischer Degenfechter (* 1891)
- Walter Piemann, österreichischer Kanute (* 1926)
- Mathilde Puchberger, österreichische Leichtathletin (* 1911)
- Charles Stewart, britischer Sportschütze (* 1881)